# Марісоль Ніколс
Марісоль Ніколс (англ. Marisol Nichols; нар. 2 листопада 1973, Роджерс-парк, Чикаго, Іллінойс, США) — американська акторка, найбільше відома роллю спеціальної агентки Надії Яссир у телетрилері «24» та Герміони Лодж у підлітковій драмі «Рівердейл».

## Життєпис
Марісоль Ніколс народилася у районі міста Чикаго Роджерс-парк 2 листопада 1973. Її матір, Марія, родом із Техасу та має мексиканське коріння. Її батько, якого вона ніколи не зустрічала, має угорське та румунське коріння.
Ніколс виросла у передмісті Чикаго Непервілл. Старша із трьох дітей в родині, має двох молодших братів. В інтерв'ю із AskMen.com Марісоль Ніколс прокоментувала: «Я пам'ятаю, що коли мені було 17 і я подивилася навколо себе на людей, які мене оточували, то почала розуміти, що якщо не припиню ці стосунки, то моє власне життя перетвориться на таке ж саме, яке мали вони». Внаслідок цього Ніколс вирішила використати свій бунтівний характер у діяльності та почала просуватися кар'єрними сходами акторського мистецтва.

## Кар'єра

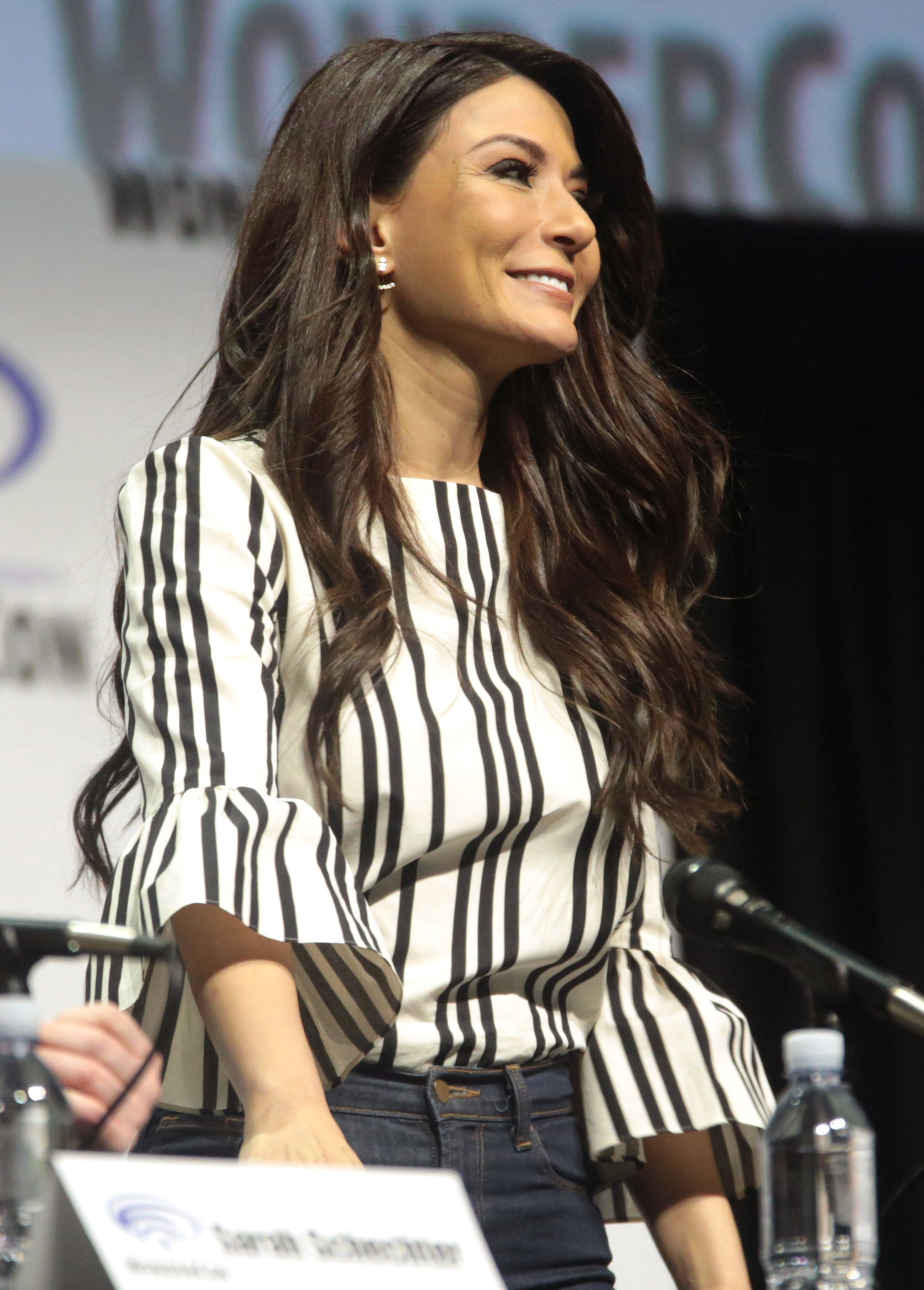
Марісоль Ніколс під час WonderCon, 2017

## Особисте життя
Ніколс увійшла до Церкви саєнтології після того, як її ознайомив із нею її хіропрактик. 13 квітня 2008 одружилася з режисером Тароном Лекстоном. В шлюбі народила дочку Рейну Індію Лекстон 30 вересня 2008. Ніколс проживає у Лос-Анджелесі, Каліфорнія.

## Фільмографія

### Кіно
| Рік  |    | Українська назва     | Оригінальна назва             | Роль                |
| ---- | -- | -------------------- | ----------------------------- | ------------------- |
| 1997 | ф  | Канікули у Вегасі    | Vegas Vacation                | Одрі Грізволд       |
| 1997 | ф  | Крик 2               | Scream 2                      | Доуні               |
| 1997 | ф  |                      | Friends 'Til the End          | Елісон              |
| 1998 | ф  | Не можу дочекатися   | Can't Hardly Wait             | Групі               |
| 1998 | ф  | Мафія!               | Jane Austen's Mafia           | Карла               |
| 1999 | ф  | Секс-монстр          | The Sex Monster               | Люсія               |
| 1999 | ф  |                      | Bowfinger                     | молода акторка      |
| 2000 | ф  |                      | The Princess & the Barrio Boy | Серена Гарсія       |
| 2001 | ф  |                      | The Princess and the Marine   | Меріам Аль Халіфа   |
| 2001 | ф  |                      | Laud Weiner                   | помічниця Лауда     |
| 2003 | ф  |                      | The Road Home                 | Стефані             |
| 2004 | ф  |                      | Homeland Security             | Агент Джейн Фулбар  |
| 2006 | ф  | Дім великої матусі 2 | Big Momma's House 2           | Ліліана Моралес     |
| 2007 | ф  |                      | Delta Farce                   | Марія               |
| 2008 | кф |                      | Struck                        | Джеймі              |
| 2008 | ф  | Злочинець            | Felon                         | Лаура Портер        |
| 2013 | кф |                      | The Program (SSR-7)           | командер Монтгомері |
| 2016 | кф |                      | Lost Girls                    | Роміна              |
| 2018 | ф  |                      | Cucuy: The Boogeyman          | Ребека Мартін       |
| 2021 | ф  | Пила: спіраль        | Spiral: From the Book of Saw  | Капітан Енджі Гарза |
| 2022 | ф  |                      | The Valet                     | Ізабель             |

### Телебачення
| Рік       |    | Українська назва                    | Оригінальна назва                 | Роль                                   |
| --------- | -- | ----------------------------------- | --------------------------------- | -------------------------------------- |
| 1996      | с  |                                     | My Guys                           | Анжела (1 епізод)                      |
| 1996      | с  |                                     | Due South                         | Меліса (1 епізод)                      |
| 1996      | с  | Район Беверлі-Гіллз                 | Beverly Hills, 90210              | Венді Стівенс (1 епізод)               |
| 1997      | с  | Швидка допомога                     | ER                                | Енджі (1 епізод)                       |
| 1997      | с  |                                     | Diagnosis: Murder                 | Саллі Тремонт (1 епізод)               |
| 1998      | с  |                                     | Cybill                            | продавчиня книгарні (1 епізод)         |
| 1999      | с  |                                     | Odd Man Out                       | Лорен (1 епізод)                       |
| 1999      | с  |                                     | Boy Meets World                   | Келлі (2 епізоди)                      |
| 2000      | с  |                                     | Malcolm & Eddie                   | Келлі (1 епізод)                       |
| 2000—2002 | с  |                                     | Resurrection Blvd.                | Вікторія Сантьяго (53 епізоди)         |
| 2002      | с  | Шпигунка                            | Alias                             | Ребека Мартінес (1 епізод)             |
| 2002      | с  |                                     | The Twilight Zone                 | Джоан Ярроу (1 епізод)                 |
| 2003      | с  |                                     | The Division                      | Рошель (1 епізод)                      |
| 2003      | с  | Друзі                               | Friends                           | Олівія (1 епізод)                      |
| 2003      | с  | CSI: Місце злочину                  | CSI: Crime Scene Investigation    | Джейн (1 епізод)                       |
| 2003      | с  | Закон і порядок: Спеціальний корпус | Law & Order: Special Victims Unit | Беттіна Амадор (1 епізод)              |
| 2003      | с  | Частини тіла                        | Nip/Tuck                          | Антонія Рамос (1 епізод)               |
| 2003      | с  | Усі жінки — відьми                  | Charmed                           | (Майбутня) Б'янка (1 епізод)           |
| 2004      | с  | Мертва справа                       | Cold Case                         | Еліза (6 епізодів)                     |
| 2005      | с  |                                     | Blind Justice                     | Карен Беттанкур (13 епізодів)          |
| 2006      | с  |                                     | In Justice                        | Соня Кінтано (12 епізодів)             |
| 2007      | с  | 24                                  | 24                                | Надія Ясір (24 епізоди)                |
| 2009      | с  | Життя як вирок                      | Life                              | Плам / Вітні Паксман (1 епізод)        |
| 2009      | с  |                                     | The Storm                         | Девон Вільямс (2 епізоди)              |
| 2010      | с  | Брама                               | The Gates                         | Сара Моноган (13 епізодів)             |
| 2010      | с  | Морська поліція: Лос-Анджелес       | NCIS: Los Angeles                 | Трейсі Келлер (1 епізод)               |
| 2012      | с  |                                     | GCB                               | Гізер Круз (10 епізодів)               |
| 2012      | с  | Приватна практика                   | Private Practice                  | Лілі Рейлі (1 епізод)                  |
| 2014—2015 | с  | NCIS: Полювання на вбивць           | NCIS                              | Зої Кітс (2 епізоди)                   |
| 2015—2016 | с  | Вовченя                             | Teen Wolf                         | Вовк пустелі (5 епізодів)              |
| 2015—2016 | с  | Криміналісти: мислити як злочинець  | Criminal Minds                    | Наталі Колфакс (2 епізоди)             |
| 2020      | тф |                                     | Holly & Ivy                       | Ніна                                   |
| 2021      | тф |                                     | Christmas CEO                     | Christmas Winnacker                    |
| 2022      | тф |                                     | We Wish You a Married Christmas   | Бекка                                  |
| 2017—2023 | с  | Рівердейл                           | Riverdale                         | Герміона Лодж (67 епізодів)            |
| 2020—2023 | мс | Гучний дім                          | The Loud House                    | директорка Рамірес (голос, 9 епізодів) |